# Pisteur - Livre 3
Pisteur - Livre 3 (titre original : Visitors) est un roman de science-fiction de l'écrivain américain Orson Scott Card, publié en 2014 puis traduit en français et publié par J'ai lu en deux tomes en 2016,. Il s'agit du troisième roman de la trilogie Pisteur, centrée sur des problématiques de voyage dans le temps.

## Résumé
Umbo décide de retourner dans le passé pour empêcher son jeune frère de mourir, ce qu'il parvient à effectuer après plusieurs tentatives. Ensuite, il apporte son aise à Miche et Flaque qui, n'ayant jamais pu avoir d'enfants, pense qu'un crocheface pour Flaque pourrait les y aider. Malheureusement, le tempérament fougueux et incontrôlable de cette dernière l'empêche de contrôler le symbiote. Mais la carence devait venir de Miche car Flaque tombe enceinte. Mais à la suite d'un voyage dans le futur, Umbo découvre que le couple ainsi que leur premier enfant ont été tués par les troupes de la reine Hagia Sessamin et de Haddamander Citoyen ; leur second enfant, Carré, a été recueilli par une villageoise. Umbo décide de rapporter l'enfant à Miche et Flaque. Mais Flaque n'accepte pas cet enfant qu'elle n'a pas porté et il est tout d’abord recueilli par les habitants de l'entremur de Lar.
En parallèle, Noxon et Param travaillent de concert pour améliorer leur pouvoir respectif. Param parvient ainsi à découper le temps en direction du passé et non plus seulement vers le futur ainsi qu'à s'accrocher à des traces à la manière de Noxon, même si pou elle ces traces se matérialisent sous forme de sons. Noxon quant à lui parvient également à découper le temps. Une fois cette amélioration effectué, Noxon décide de tenter de s'accrocher au vingtième vaisseau créé à la suite du passage dans le trou de ver, le vaisseau qui est parti en sens inverse retourner sur Terre. Ce faisant, il espère pouvoir comprendre et empêcher l'envoi des Nettoyeurs sur le Jardin.
Rigg et Ram Odin décident de visiter plusieurs entremurs du Jardin afin de tenter de découvrir pourquoi les Nettoyeurs ont été envoyés pour détruire toute vie sur cette planète. Après en avoir vu trois, Yin, Gathuuri et Singh, et n'avoir rien appris de neuf quant à leur quête, Rigg et Ram Odin rejoignent Umbo, Miche, Flaque, Noxon et Olivenko dans l'entremur de Lar.
Rigg et Param décident de mettre fin au règne de leur mère Hagia Sessamin et de son compagnon Haddamander Citoyen. Malgré toute l'ingéniosité des pièges tendus à Rigg et Param, ces derniers parviennent à échapper à une mort qui leur semblait promise. Mais pour cela, Param a découpé le temps si longtemps que la destruction de toute vie sur le Jardin par les Nettoyeurs est arrivée. Une fois réintégré le temps normal, Rigg et Param sont rapidement rejoint par un vaisseau dont l'unique passager, un extraterrestre, les attaque immédiatement. La venue de deux dizaines de jumeaux de Rigg permet de tuer cet assaillant. Cet événement leur permet d'éclaircir enfin le mystère des Éclaireurs et des Nettoyeurs : les Terriens ne sont pas les Nettoyeurs !
En passant par un trou de ver, Noxon et Ram Odin se rendent sur la planète natale des extraterrestres, créant ainsi treize incarnation de leur vaisseau ainsi que de tous ses occupants. Noxon les déplacent des centaines de milliers d'années avant qu'ils décident d’anéantir toute vie sur le Jardin. Ils décident de procéder de la même manière que sur le Jardin : treize entremurs sont créés et la technologie sera surveillée et contrôlée dans chacun d'entre eux par les différents Noxon et Ram Odin.

## Éditions
- Visitors, Simon Pulse, 4 novembre 2014, 598 p.  (ISBN 978-1-4169-9178-6)
- Pisteur - Livre 3 - Partie 1, J'ai lu, 15 juin 2016, trad. Mathieu Jacquet, 320 p.  (ISBN 978-2-290-02323-5)
- Pisteur - Livre 3 - Partie 2, J'ai lu, 12 octobre 2016, trad. Mathieu Jacquet, 280 p.  (ISBN 978-2-290-11747-7)
- Pisteur - Livre 3, J'ai lu, 8 novembre 2017, trad. Mathieu Jacquet, 569 p.  (ISBN 978-2-290-02333-4)